# فایوپوینتس، دنور
فایوپوینتس (به انگلیسی: Five Points) یک منطقهٔ مسکونی در ایالات متحده آمریکا است که در کلرادو واقع شده‌است. فایوپوینتس ۱۲٬۷۱۲ نفر جمعیت دارد. یکی از قدیمی‌ترین محله‌های کلرادو در دنور است. در اوایل قرن ۲۱، از نظر توسعه مجدد و جمعیت یکی از سریع‌ترین نقاط رشد را داشته‌است. بیشتر این رشد در ناحیه رودخانه شمالی یا «رینو» بوده‌است، این منطقه مسکونی اغلب به عنوان محله‌ای خودکفا محسوب می‌شود، اگرچه به‌طور رسمی در محله فایوپوینتس قرار دارد.

## موقعیت جغرافیایی
فایوپوینتس در سمت شمال شرقی منطقه مرکزی تجاری مرکز شهر دنور قرار دارد. بخش کوچکی در اطراف کور فیلد پیچیده و محله ایستگاه یونیون شمالی (پروسپکت سابق) را در بر می‌گیرد. این مکان جایی است که خیابان مرکز شهر با خیابان‌های حومه تلاقی دارند. پنج نقطه برجسته شهر که باهم تلاقی دارند در چهار خیابان به هم می‌رسند: خیابان ۲۶، خیابان ۲۷، خیابان واشینگتن و خیابان ولتون. پنج نقطه نام کوتاه شده برای این تقاطع نامگذاری شده‌است.